# Ray Crist

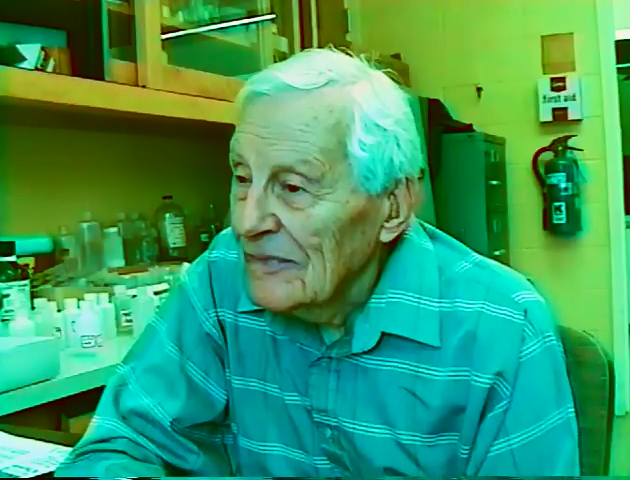
Ray Crist 1996

Ray Henry Crist (* 8. März 1900 in Mechanicsburg, Pennsylvania; † 23. Juli 2005 in Carlisle) war ein US-amerikanischer Chemiker.

## Kindheit

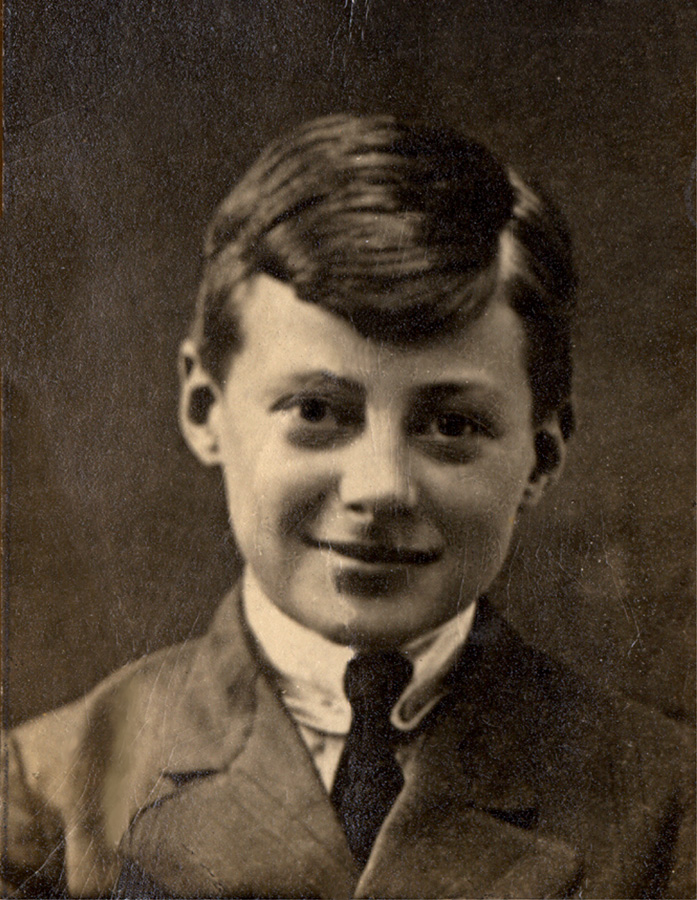
Ray Crist 1905

Crist wuchs in einer kleinen Ortschaft im Cumberland County (Pennsylvania) auf der vierzig Acre großen väterlichen Farm auf. Er half seinem Vater bei der täglichen Arbeit in der Landwirtschaft, und durch diese regelmäßige Beschäftigung mit Tieren und Pflanzen entwickelte sich frühzeitig sein Interesse an den Naturwissenschaften.
Mit vier Jahren schickten ihn die Eltern auf die Little Grantham School, eine einfache Dorfschule mit einem einzigen Raum, in dem seine Tante unterrichtete. Nach sieben Jahren wechselte er zusammen mit seinem älteren Bruder Guy an die größere Messiah Bible School in Grantham. 1915 trat er zudem der Shepherdstown United Brethren Church (heute United Methodist) bei.

## An der Universität
Ein Jahr später machte er seinen Schulabschluss, worauf der nun 16-Jährige an das Dickinson College in Carlisle ging. Auch in der kirchlichen Laufbahn schritt er voran, da man ihn 1918 zum Kurator wählte. Obwohl er nun zwischen seiner Heimat und der Universität mit dem Dillsburger Zug pendelte, nahm er sich weiterhin mehrmals in der Woche Zeit, zwei Meilen nach Shepherdstown zu laufen und dort Gottesdiensten und dem Bibelstudium beizuwohnen. Nachdem er 1920 sein Chemiestudium mit dem Bachelor of Arts abgeschlossen hatte, wies ihn der Direktor auf eine freigewordene Stelle in der naturwissenschaftlichen Abteilung des Williamsport Dickinson Seminary, dem heutigen Lycoming College, hin. Dank einer von ihm ausgesprochenen Empfehlung erhielt Crist diesen Arbeitsplatz.
Im Vergleich zu jenem Dorf, in dem er seine Kindheit verbracht hatte, war 
Williamsport eine wahre Metropole. Doch Crist freundete sich rasch mit den neuen Gegebenheiten an, unterrichtete die Studenten in Chemie, Biologie und Physik und fand in der Mulberry Street Methodist Church geistlichen Beistand. Seine Berufung zum wissenschaftlichen Experimentieren konnte in Williamsport allerdings nicht ausreichend befriedigt werden. 
Auf der Suche nach besseren Möglichkeiten wurde er an der Columbia University in New York City fündig. Rasch stieg Crist dort zum wissenschaftlichen Mitarbeiter auf und untersuchte gemeinsam mit John Livingston Rutgers Morgan (1872–1935), wie sich Salze unter verschiedenen Bedingungen photochemisch zersetzen. Das Hauptaugenmerk galt dabei dem Kaliumperoxodisulfat (K2S2O8), welches auch die Basis für seine spätere Doktorarbeit war. Seine erste eigene Forschungsarbeit 1924 setzte sich mit photochemischen Reaktionen von Halogeniden der Alkalimetalle in Acetophenonen auseinander. Sie erschien im Journal of the American Chemical Society. Nach seiner Promotion 1926 zum Doctor of Philosophy bei Morgan (The photochemical decomposition of potassium persulphate) durfte er als Professor am chemischen Institut der Universität unterrichten. Ein Jahr zuvor hatte er seine Freundin Dorothy Lenhart vor den Traualtar geführt.  
Man ermöglichte Crist 1928, für ein Jahr nach Berlin zu gehen, um seine Forschungen weiterzuführen. Hier arbeitete er mit Max Bodenstein, dem Begründer der chemischen Kinetik, am Kaiser-Wilhelm-Institut für Physikalische Chemie und Elektrochemie zusammen.
Zurück an der Columbia University hielt er vor allem Vorlesungen über die Photochemie. Gleich seiner ersten Vorlesung wohnte Harold Urey bei, ebenfalls ein Professor, der 1931 das Deuterium entdecken und drei Jahre später dafür mit dem Chemienobelpreis honoriert werden sollte. In den Reihen seiner Studenten fand sich im ersten Semester zudem George Wald, der 1967 mit dem Nobelpreis für Physiologie oder Medizin ausgezeichnet wurde.
Der Fokus seiner Forschungen lag neben der Photochemie auf kinetischen Reaktionen von Gasen. Des Weiteren war er beigeordneter Redakteur des Journal of Chemical Physics und schrieb ein allgemeines Lehrbuch über das Experimentieren im Chemielabor.

## Das Manhattan-Projekt und die Atomforschung
Mit Urey arbeitete Crist in den 1930er-Jahren bei verschiedenen Projekten zusammen. Der Nobelpreisträger wurde bereits kurz nach Entdeckung der Kernspaltung in die Pläne eingeweiht, die zur Entwicklung einer US-amerikanischen Atombombe führen sollten. Deshalb veranlasste er Crist im Sommer 1940, den Dampfdruck und Tripelpunkt von Uranhexafluorid (UF6) zu bestimmen. Diese Verbindung wurde später benutzt, um das spaltbare Isotop Uran-235 von Uran-238 mittels Gasdiffusionsverfahren zu trennen.
Zu Beginn des Manhattan-Projekts 1941, unter dem die Entwicklung der Atombombe firmiert wurde, stieg Urey zum Direktor der Columbia-University-Projektabteilung auf, während Crist sein Assistent wurde. Er leitete dabei die Abteilung, welche an der großangelegten Trennung Deuteriums von Wasserstoff arbeitete. Den schweren Wasserstoff wollte man benutzen, um die Geschwindigkeit von Neutronen zu kontrollieren und damit eine nukleare Kettenreaktion über längere Zeit aufrechtzuerhalten. Später leitete Crist die Forschungen an der Trennung von Uranisotopen, wobei eine poröse Nickellegierung als Diffusionssperre hergestellt wurde. Nachdem man 1945 die wichtigsten Entwicklungsziele erreicht hatte, übernahm er an Ureys Stelle den Direktorposten und führte die universitäre Atomforschung bis zu ihrem Ende im darauffolgenden Jahr.
Während dieser Zeit zählte auch Albert Einstein zu Crists Freundeskreis.

## Arbeit in der Privatwirtschaft
Gegen Ende des Krieges war klar, dass die Zahl der durch die US-amerikanische Regierung unterstützten Projekte an der Columbia University drastisch verringert wird. Crist hätte zwar als Professor bleiben können, doch missfiel dem ans Landleben gewöhnten Chemiker das Leben in der Großstadt. Insbesondere seinen drei kleinen Söhnen, den Zwillingen Henry und DeLanson sowie dem adoptierten Robert, wollte er New York nicht länger zumuten. Das Angebot, dem neuen Forschungsinstitut an der University of Chicago beizutreten und zusammen mit Urey, Fermi und anderen ehemaligen Mitarbeitern des Manhattan-Projekts zu arbeiten, nahm er ebenfalls nicht wahr und stieg stattdessen in die Privatwirtschaft ein: 1946 zog er mit seiner Familie nach Charleston in West Virginia, um sein Brot als Forschungsdirektor bei der Union Carbide Chemical Corporation, einem der wichtigsten Auftragnehmer der Regierung im Zweiten Weltkrieg, zu verdienen.
Sein wichtigstes Projekt in dieser Position war ein Versuch zur Hydrierung von Kohle, um diese statt Erdgas als Rohmaterial für Carbides Geschäft mit aliphatischen Verbindungen nutzen zu können. Unter seiner Leitung entwickelte man eine Anlage, die dreihundert Tonnen pro Tag davon liefern konnte und zwölf Jahre lang im Einsatz war. Die Entdeckung großer Ölfelder in Saudi-Arabien senkte jedoch die Ölpreise, was Carbide zur Beendigung ihres Projekts veranlasste. 
Deshalb wechselte Crist 1959 nach Tarrytown (New York) und wurde Direktor des neuen Carbide Research Institute, das Grundlagenforschung für alle anderen Abteilungen leistete, u. a. am Kohlenwasserstoff Olefin. 

## Rückkehr an die Universität
Nachdem er diese Stelle 1963 freiwillig abgab, war er allerdings noch nicht bereit, gänzlich mit der Arbeit aufzuhören. Seine Frau war ein Jahr zuvor an einem Herzinfarkt gestorben. Er kehrte zum Dickinson College zurück und erhielt dort eine Gastprofessur. 
Betroffen von der zügigen Entwicklung der Wissenschaft und ihrem wachsenden Einfluss auf Gesellschaft, Industrie und vor allem Umwelt sah er es als seine Pflicht an, der jungen Generation Kenntnisse über den richtigen und kontrollierten Gebrauch der Technik zu vermitteln. Sein Interesse galt dabei den geisteswissenschaftlichen Studenten, für die Naturwissenschaften nur Nebenfächer waren. Ihre naturkundliche Ausbildung hielt Crist für unzureichend. Er beaufsichtigte deshalb studentische Projekte im Bereich der Umweltchemie und gab den Erstsemestern Chemieunterricht. Zudem richtete er einen Kurs zum Thema Wissenschaftsgeschichte ein. Einige seiner Ausbildungsideen griff die C&EN 1964 in einem Artikel auf.
Pflichtgemäß versetzte ihn die Universität 1971 in den Ruhestand. Doch Crist dachte längst noch nicht ans Aufhören und ging an seine allererste Wirkungsstätte in Grantham zurück, aus der mittlerweile das geisteswissenschaftliche Messiah College geworden war. Für die symbolische Bezahlung von einem Dollar pro Jahr arbeitete er 33 Jahre lang vierzig Stunden die Woche. Anfangs unterrichtete er die Studenten und half, das Universitätsprogramm in Umweltwissenschaften zu entwickeln. Später beendete er seine Lehrtätigkeit, arbeitete aber weiter mit den Studenten an Forschungsprojekten. In den letzten paar Jahren forschte er hauptsächlich allein in seinem Laboratorium im Klein Science Center auf dem Campus.
Während dieser Zeit hat Crist die Rolle, die Cadmium bei der Erhöhung des Blutdrucks von Ratten spielt, Blei, das Kupfer und Zink aus den Enzymen in einem Rattengehirn verdrängt, die Bildung von Stickstoffoxiden aus Ammoniumnitratdünger im Boden, welche zur Zerstörung des Ozons in der oberen Atmosphäre beitragen, die Rate des Protonentransportes durch die Zellmembranen roter Blutkörperchen und die Kupferaufnahme von Algen untersucht.
Die Studie über die Algen entwickelte sich zu einem fortlaufenden Programm, welches die chemischen Mechanismen untersuchte, die hinter sogenannten Biosorbenten – u. a. Algen, Torfmoos und Pflanzenwurzeln – stehen, wenn diese Metallionen aufnehmen. Diese oberflächenchemischen Untersuchungen führten Crist und seine Kollegen 1981 zu dem Ergebnis, dass bei der Metallaufnahme von Algen gleichzeitig Protonen abgegeben werden und der pH-Wert gesenkt wird. Protonen, die mit den zahlreichen sauren funktionalen Gruppen in lebendem Pflanzen- und Tiergewebe verbunden sind, lassen sich laut Crist ohne weiteres durch Metallionen austauschen. Vorher hielt man die Metallaufnahme für einen simplen Adsorptionsvorgang. 
Damit leistete er einen besonderen Beitrag zum Umweltschutz. Die Algen können helfen, Wasser und Boden von giftigen, verunreinigenden Metallen zu befreien. Unter dem Begriff Bioremediation wird diese Fähigkeit organischen Materials, Schadstoffe zu beseitigen, subsumiert. 
Für die wissenschaftlichen Dokumente, die in der Studie resultierten, erhielt Crist 150 Nachdruckanfragen. Die Arbeit hat insgesamt zu 27 Publikationen während seiner letzten fünfundzwanzig Lehrjahre geführt – das sind etwa die Hälfte aller Publikationen in seiner gesamten Karriere. Seit 1990 wurden die Ergebnisse in elf internationalen Zeitungen, darunter dem renommierten Journal of the Pennsylvania Academy of Science, veröffentlicht. Sie wurden zudem auf zahlreichen Konferenzen im In- (Chicago, Kalifornien, Atlanta und Florida) und Ausland (Montana, Schweden, Japan und Frankreich) präsentiert.

## Der Altersrekordler
Gegen Ende des 20. Jahrhunderts lenkte Crist seine Aufmerksamkeit auf das Polymer Lignin, das Zellwänden von Holzpflanzen ihre Festigkeit gibt. Es bleibt bei der Herstellung von Papier als Nebenprodukt im Holzschliff zurück. Er sah darin ein mögliches Medium für eine preiswerte Bioremediation. Indem Crist Lignin mit Dimethylformamid mischte und dem entstandenen Produkt Wärme zusetzte, um das zurückgebliebene Lösungsmittel zu entfernen, entwickelte er ligninbasierte Plastikchips. Dieses poröse und trockene Material ist in der Lage, Metalle wie Blei und Cadmium aufzunehmen. Im November 2001 beantragten Crist und das Messiah College ein vorläufiges Patent auf den entsprechenden Prozess. Anfang 2002 erschienen seine Erkenntnisse zur Resorption von Metallionen durch Lignin in Environmental Science & Technology. 
Im September desselben Jahres ehrte ihn die gemeinnützige Organisation Experience Works als ältesten aktiven Arbeiter der USA. Obwohl seine Sehkraft aufgrund einer retinalen Degeneration in den letzten Jahren stark abgenommen hat, so dass er nur noch schwach auf dem linken Auge sah, und er einen Herzschrittmacher sowie ein Hörgerät benötigte, trat er erst am 14. April 2004 104-jährig in den Ruhestand. Insbesondere durch die tatkräftige Unterstützung seiner Kollegen, darunter J. Robert Martin, war dieses lange Arbeitsleben möglich. Insgesamt kann er auf über 50 akademische Abhandlungen zurückblicken.
Im Jahre 2005 erschienen seine Memoiren Listening to Nature: My Century in Science, die er mit Hilfe seines Sohnes Robert verfasste. Er starb nach einem Schlaganfall am 23. Juli 2005 in Carlisle.
Auch seine drei Söhne machten Karriere im wissenschaftlichen Bereich: Robert L. Crist wurde Professor für englische Literatur an der Universität von Athen, Henry S. Crist Pathologe am Hershey Medical Center und DeLanson R. Crist Chemieprofessor an der Georgetown University.